# Motte und Bailey von Dromore
Motte und Bailey von Dromore (oder Dromore Mound) liegt in Dromore (irisch Droim Mór), einem kleinen Ort etwas südlich, zwischen Lisburn und Lurgan im County Down in Nordirland. Die Motte wurde nach der anglonormannischen Eroberung im 13. Jahrhundert von Sir John de Courcy (1160–1219) erbaut. 
Die Anlage besteht aus einer großen, etwa 40,0 m hohen Motte, und einer rechteckigen Bailey mit etwa 100 Meter größter Seitenlänge. Motte and Bailey sind ein gut erhaltenes Beispiel einer cambro-normannischen Befestigung aus dem Mittelalter (1200–1600 n. Chr.). Sie liegen auf einer Anhöhe in einer Schleife des Flusses Lagan.
Die Bailey oder der untere Hof wurde angeblich von einer Palisade geschützt und auf dem Hügel soll ein hölzerner Turm gestanden haben. Die Höhe bietet eine Aussicht auf die Stadt und das obere Lagan Valley.